# Eisenbahn Lemberg–Bełżec (Tomaszów)
Die Eisenbahn Lemberg–Bełżec (Tomaszów) war eine staatlich garantierte Lokalbahngesellschaft im nördlichen Galizien im Kaiserreich Österreich-Ungarn.

## Geschichte
Sie wurde in mehreren Anläufen seit 1869 von der Lemberg-Czernowitz-Jassy-Eisenbahn projektiert, die endgültige Konzession erlangte sie am 8. Januar 1886, der Streckenverlauf sollte von Lemberg über Żółkiew nach Rawa Ruska und Fortsetzung über Bełżec an die Reichsgrenze gegen Tomaszów führen. Die am 8. Januar 1976 endende Konzession beinhaltete auch das Recht zur Gründung einer neuen Aktiengesellschaft, diese wurde auch am 15. Mai 1886 unter dem Namen Eisenbahn Lemberg-Bełzec (Tomaszów) in Lemberg konstituiert, mit der Lemberg-Czernowitz-Jassy-Eisenbahn wurde am 23. Juni 1886 auch ein Betriebsvertrag für die Dauer von 20 Jahren vereinbart.
Die Bahn selbst wurde nach einer einjährigen Bauzeit am 23. Oktober 1887 eröffnet, die Streckenlänge der eingleisigen Strecke betrug 88,42 Kilometer.
Errichtet wurden dabei 12 Stationen und 3 Haltestellen.
1888 kam der Plan einer Dampftramway in Lemberg auf, die Konzession wurde am 12. Dezember 1888 erteilt, auf Grund der nicht erfolgversprechenden finanziellen Aussichten legte man diese aber 1893 wieder zurück.
Am 1. Juli 1889 wurde die Betriebsführung der Bahn wie auch die der Hauptlinie der Lemberg-Czernowitz-Jassy-Eisenbahn durch die k.k. Staatsbahnen (kkStB) gegen Vergütung der Selbstkosten übernommen, diese richteten in Żółkiew ein Bahnbetriebsamt ein. Mit dem 1. Januar 1909 wurde auf eine fixe Pachtrente als Vergütungsart umgestellt.
Nach dem Ende des Ersten Weltkrieges lagen die Strecken der Gesellschaft auf dem Staatsgebiet Polens. Die Betriebsführung ging von den kkStB an die neugegründeten Polnischen Staatsbahnen (PKP) über. Am 4. Februar 1932 wurde die Gesellschaft verstaatlicht. Der ab 1945 auf sowjetischen Gebiet liegende Streckenabschnitt bis Rawa-Ruska wurde auf 1520 mm Spurweite umgespurt und den Sowjetischen Eisenbahnen unterstellt.
Die Strecke besteht noch. Sie gehört heute als Bahnstrecke Lwiw–Hrebenne zum Netz der ukrainischen Staatsbahn Ukrsalisnyzja sowie als Bahnstrecke Hrebenne–Rejowiec zu den Polnischen Bahnen.